# Object of Unknown Function
Object of Unknown Function ist ein Soloalbum von Brandon Seabrook. Die im November 2023 im Circular Ruin Studio in New York City entstandenen Aufnahmen erschienen am 18. Oktober 2024 auf dem Label Pyroclastic Records.

## Hintergrund
Object of Unknown Function ist das zweite Soloalbum des Multiinstrumentalisten Brandon Seabrook und erschien zehn Jahre nach seinem ersten, Sylphid Vitalizers. Seabrook spielt auf einer Reihe von Instrumenten, elektrischen und 12-saitigen Gitarren, Vintage-Banjos und sogar Kassettenaufnahmen, die als Begleitung dienen. In den Liner Notes beschreibt Seabrook, wie er Kontaktmikrofone an seinen Beinen, seinem Hals und seiner Brust sowie an den Korpussen seiner Instrumente befestigt. „Ein großer Teil meines Spiels hat mit dem vollen Einsatz des Instrumentenkörpers und meines Körpers zu tun“, bemerkt er. Durch diesen Ansatz vermittelt Seabrook eine eigenwillige und ausgefeilte Vorgehensweise zur Steuerung seiner Produktion, merkt Glenn Astarita an.
Die Aufnahme wurde durch ein Stipendium der Shifting Foundation ermöglicht.

## Titelliste
- Brandon Seabrook: Object of Unknown Function (Pyroclastic Records PR-37)[3]

1. Object of Unknown Function 8:02
2. Melodic Incidents for an Irrational World 5:09
3. Unbalanced Love Portfolio 2:41
4. Perverted by Perseverance 3:50
5. Historical Importance of Eccentricity 7:56
6. Phenomenal Doggerel 2:36
7. Gondola Freak 7:14
8. Gawk Fodder 6:14
9. Some Recanted Evening 3:28
10. The Snow Falling, Failing 1:13

Die Kompositionen stammen von Brandon Seabrook.

## Rezeption

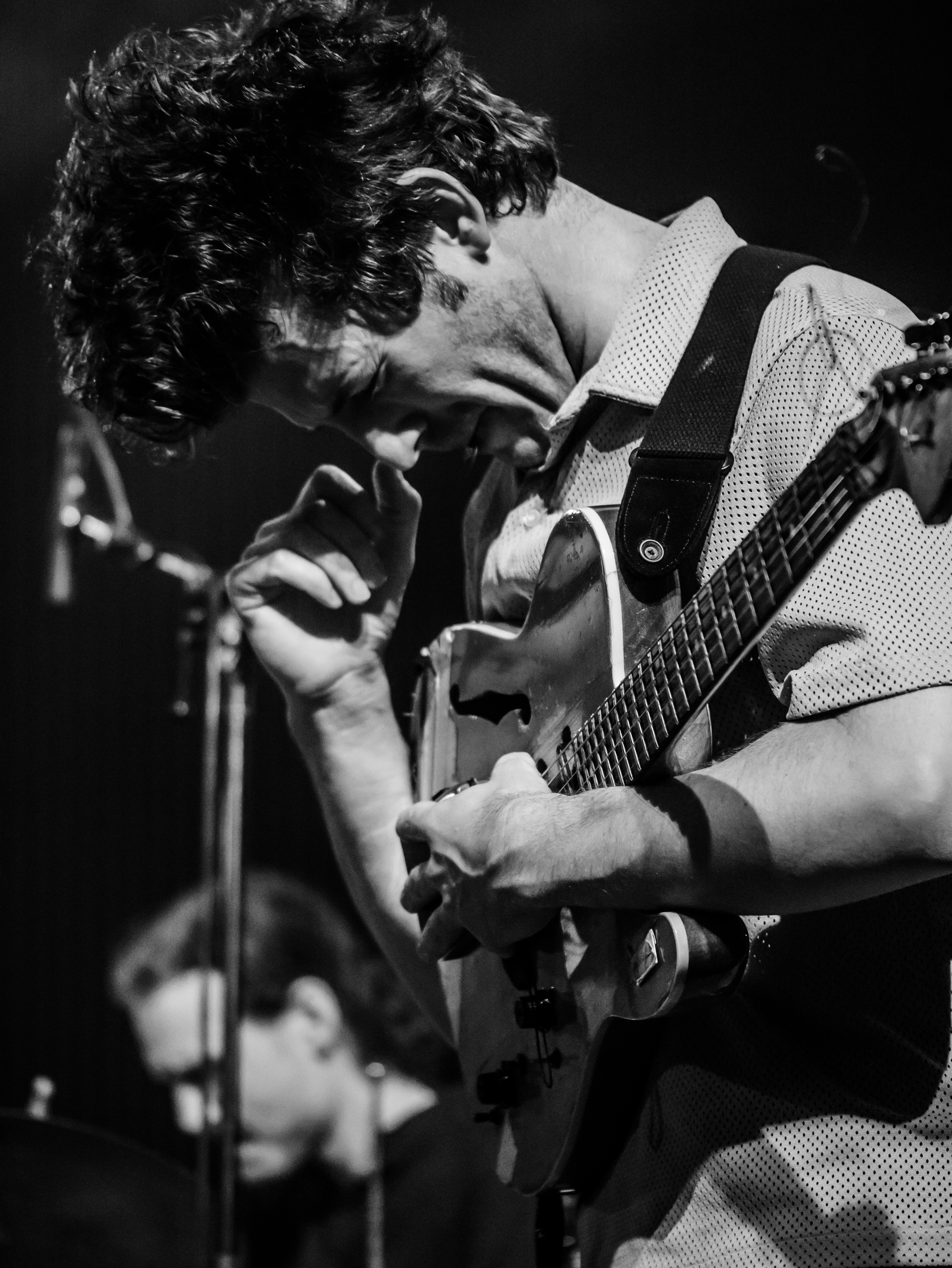
Brandon Seabrook auf dem Moers Festival 2015

In diesem Album scheint Seabrook von dem Wunsch motiviert zu sein, die Grenzräume zwischen strukturiertem Chaos und unstrukturierter Ordnung zu erkunden und die Zuhörer im Fadenkreuz zu lassen, meint Glenn Astarita in All About Jazz. Seine Faszination für avantgardistische Klänge, ein Markenzeichen seiner Arbeit, würde hier einen neuen Höhepunkt erreichen. Man könnte argumentieren, dass das Album als Ode an die Unvorhersehbarkeit des Klangs selbst diene und den Hörer herausfordere, alle vorgefassten Vorstellungen über die musikalische Form zu verwerfen. Es sei so, als würde Seabrook sagen: „Warum sollte sich die Musik [vernünftig] verhalten, wenn die Welt es nicht tut?“ Die Antwort scheint zu sein, dass dies nicht der Fall sein sollte – und er liefere überzeugende Argumente.
Trotz seiner Komplexität behalte Object of Unknown Function ein Element der Verspieltheit und Abwechslung bei, das verhindert, dass es überwältigend wirke, so Astarita weiter. Seabrooks Fähigkeit, diese gegensätzlichen Elemente auszubalancieren, beweise seine Meisterschaft sowohl als Musiker als auch als Komponist. Jeder Titel veranschauliche seine kühne Vision und sein Engagement für die Erkundung neuer musikalischer Gebiete, umgesetzt mit seiner charakteristischen Virtuosität. Zusammenfassend lasse sich sagen, dass es weniger wie eine musikalische Reise als vielmehr wie eine Einladung zu einem verrückten Hindernisparcours wirke. Seabrook habe eine Klanglandschaft geschaffen, die gleichermaßen verwirrend und belebend ist.
Das Titeltrack veranschauliche Seabrooks individuelle Herangehensweise an Komposition und Performance, so Astarita weiter: Object of Unknown Function entfalte sich als frenetische Erkundung des Klangs, bei der Seabrook eine Reihe von Instrumenten spielt. Es beginnt mit einem dezentrierten Bluegrass-Banjo-Riff, das auf einem Vintage-Instrument gespielt wird, bevor er Tenor-Banjo und Spektraleffekte einbezieht. Die in der Begleitung verwendeten Kassettenaufnahmen sorgten für zusätzliche strukturelle Tiefe.
Die Musik sei intensiv, dramatisch, sogar aggressiv, wertete Tony Dudley-Evans (UK Jazz News); Object of Unknown Function basiere auf komplexen Kompositionen und der Verwendung der Mehrschichtigkeit der verschiedenen Instrumente, die in rasender Geschwindigkeit vorgetragen werden. Allerdings gebe es bei den zehn Titeln der CD eine willkommene Abwechslung und eine Prise Humor. Bestimmte Titel, etwa das Titelstück und „Perverted by Perseverance“, erzeugten einen energiegeladenen und fast manischen Effekt, indem der Klang mehrerer Instrumente übereinandergelegt und gelegentlich plötzliche Pausen eintreten, bevor es zu einem Richtungswechsel komme. Eine atmosphärischere Stimmung entstehe bei „The Snow Falling, Failing“ durch den Einsatz mehrerer übereinander spielender Vintage-Tenor-Banjos. Es gebe hier auch eine Reihe echter Solo-Tracks ohne jegliches Overdubbing; „Unbalanced Love Portfolio“ und „Phenomenal Doggerel“ spiele Seabrook alleine auf einem Solo-Banjo und „Gawk Fodder“ und „Some Recanted Evening“ auf einer 12-saitigen Gitarre.